# Lepiota
Lepiota is een geslacht van schimmels behorend tot de familie Agaricaceae. Alle Lepiota-soorten zijn bodembewonende saprotrofen met een voorkeur voor rijke, kalkrijke bodems. Veel soorten zijn giftig, waaronder een aantal dodelijk. De typesoort is de bosparasolzwam (Lepiota clypeolaria).

## Kenmerken
Lepiota-soorten zijn kleine tot middelgrote paddenstoelen. De hoed is min of meer breed klokvormig. Het midden van de hoed is kaal of fluwelig. Het oppervlak van de hoed kan vezelig zijn ingegroeid naar de rand van de hoed, of bedekt zijn met vezelachtige tot schilferige of korrelige schubben, bij sommige soorten bedekt met schubben die concentrisch met de rand van de hoed breken. Het hoedoppervlak is droog, de rand van de hoed is niet ingekerfd of geribbeld. Ze hebben tijdens de vruchtlichaamontwikkeling een dubbel velum, het gedeeltelijke velum (gedeeltelijke schaal) blijft als een vliezige, vaak vluchtige ring op de steel. In tegenstelling tot de verwante soorten kan de ring niet worden verplaatst. De steel is cilindrisch tot licht clavaatvormig. De sporenprint is wit, minder vaak crème en dextrinoïde. De vrije, bolvormige en overvolle lamellen zijn ook wit, soms geel van kleur.

## Voorbeelden

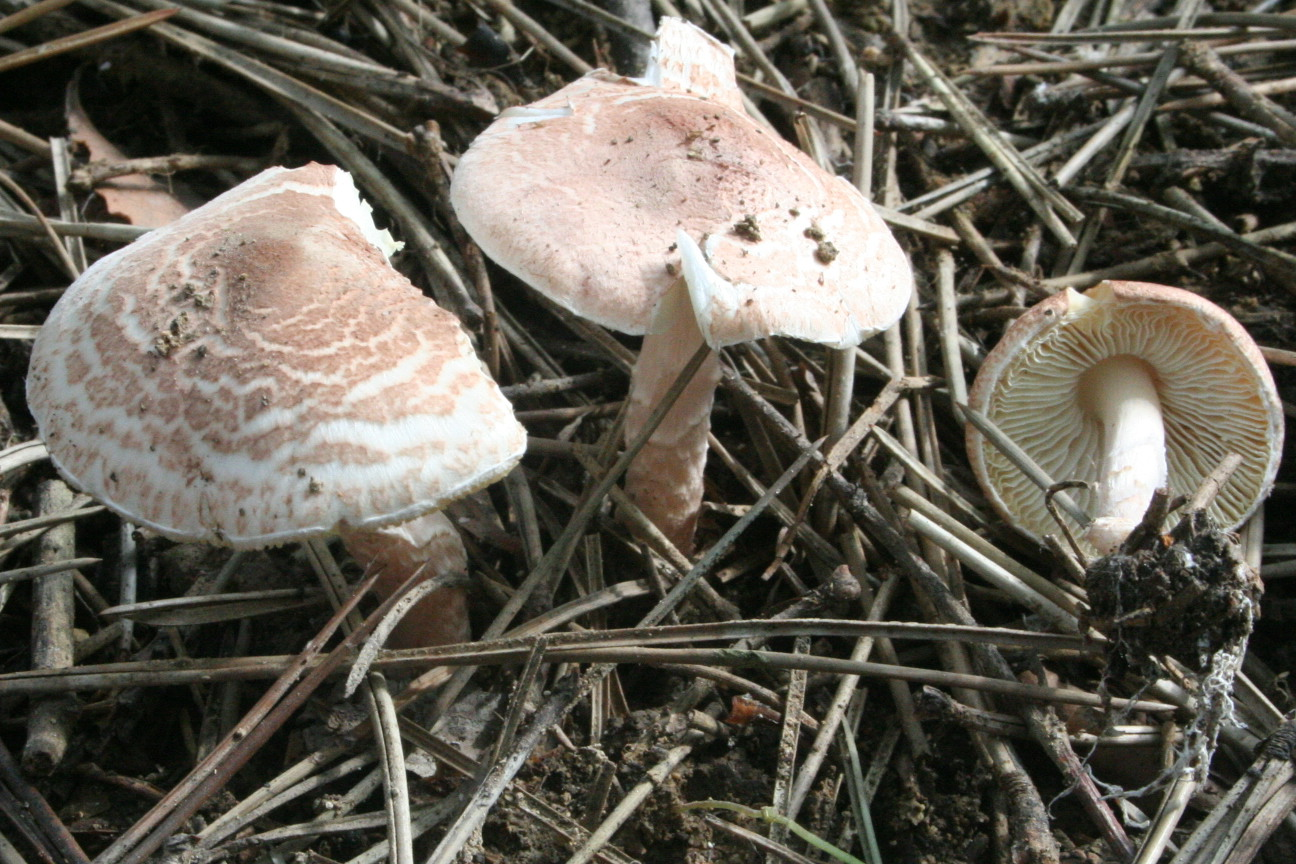
Lepiota brunneo-incarnata
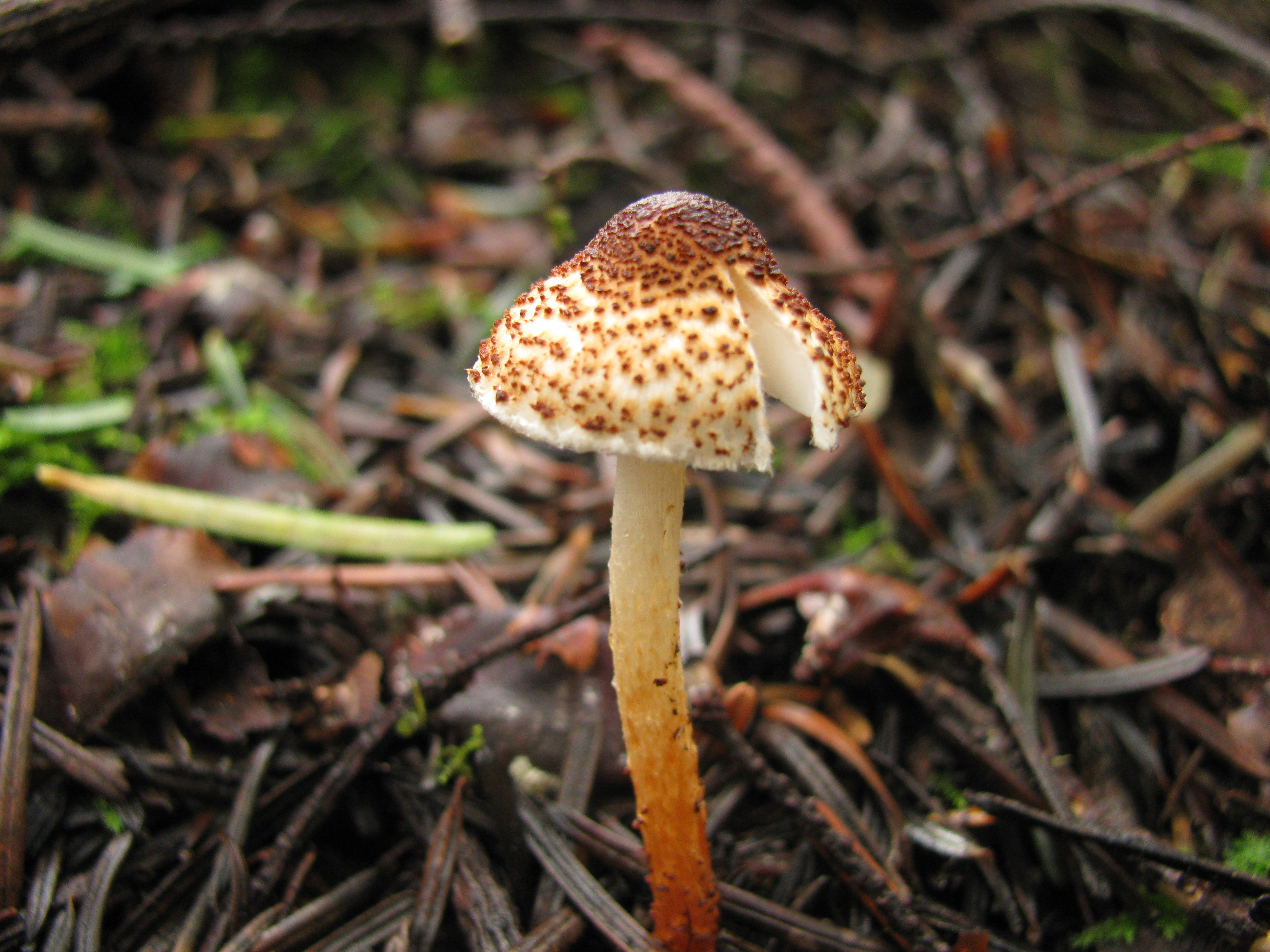
Lepiota castanea
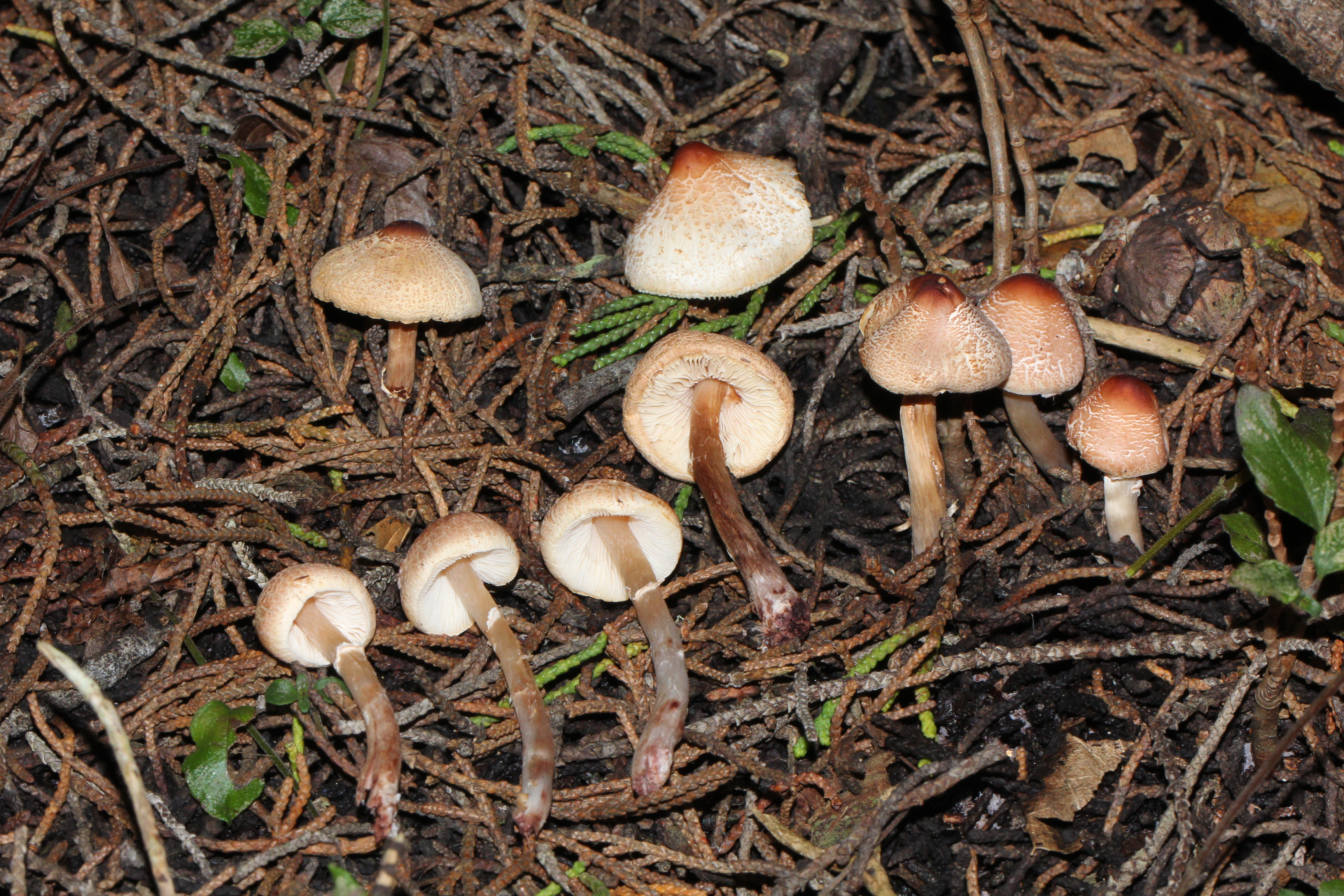
Lepiota castaneidisca
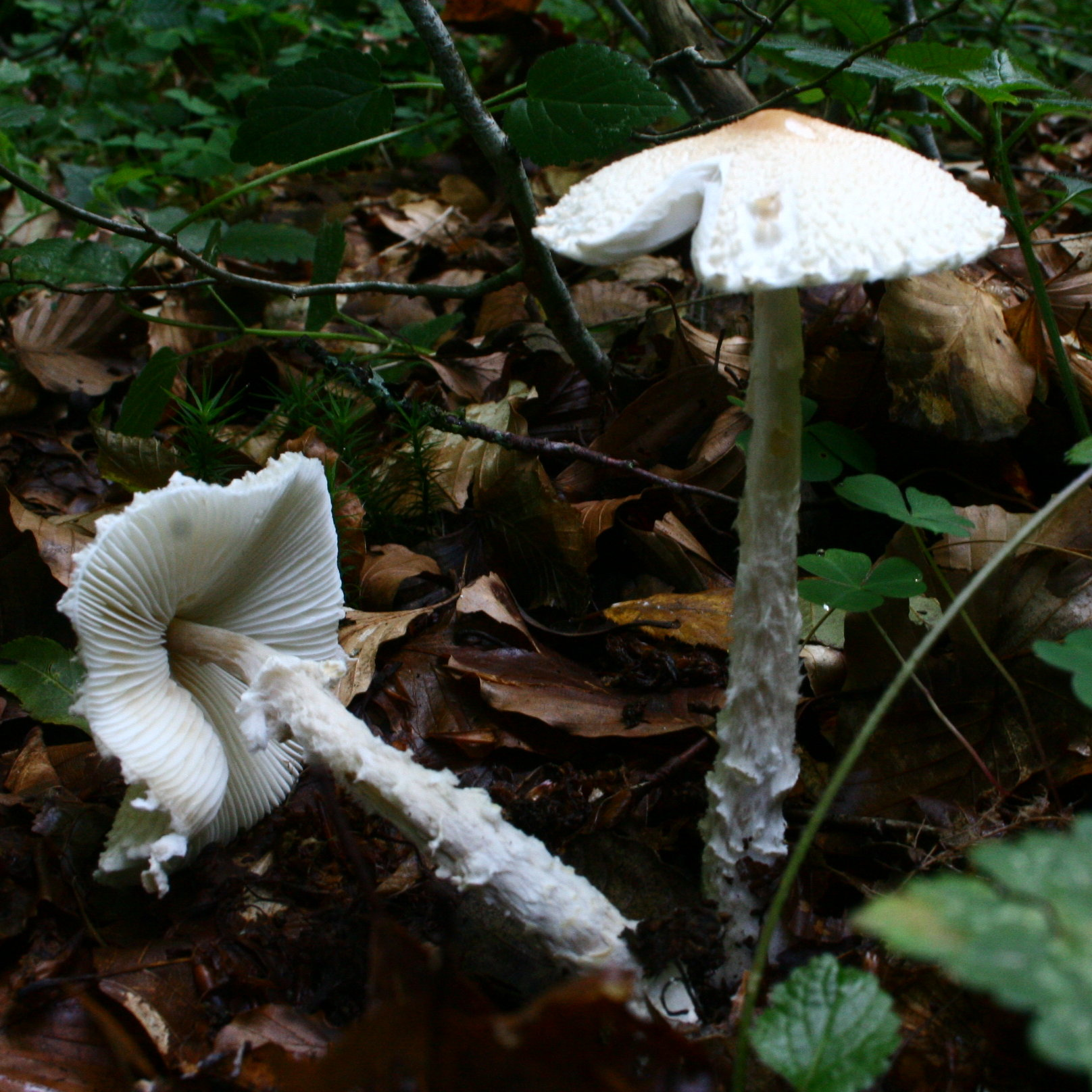
Lepiota clypeolaria
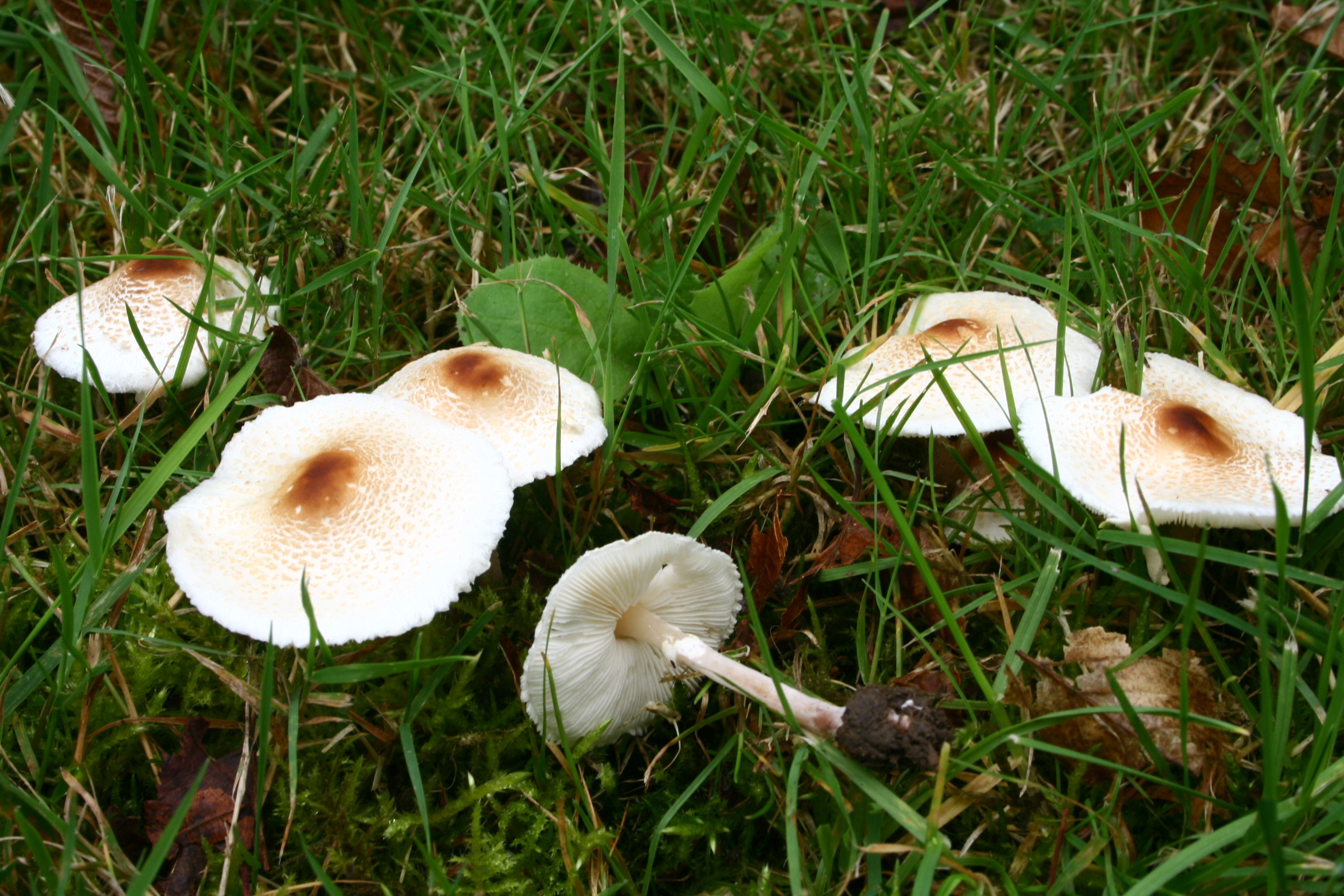
Lepiota cristata
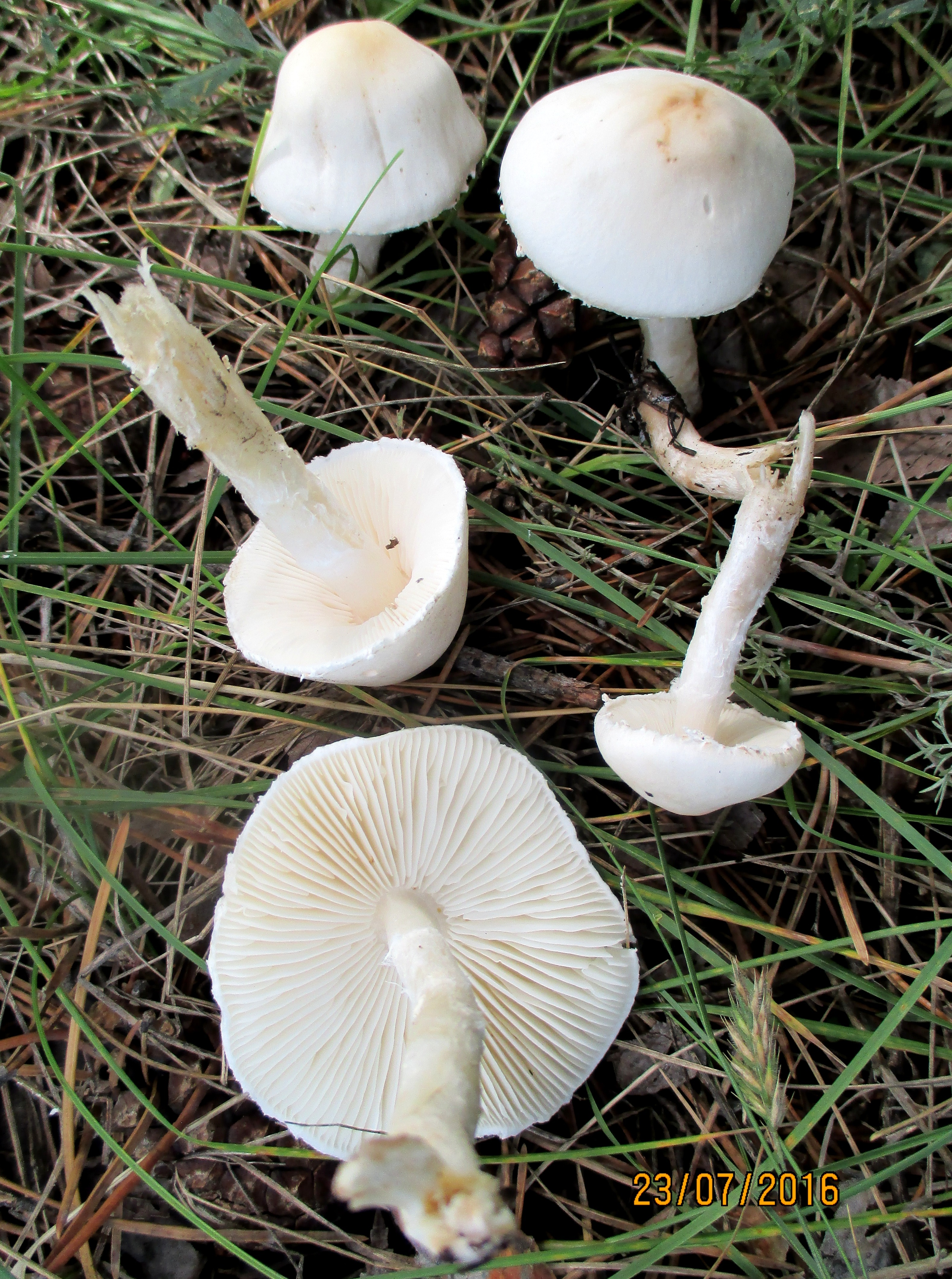
Lepiota erminea
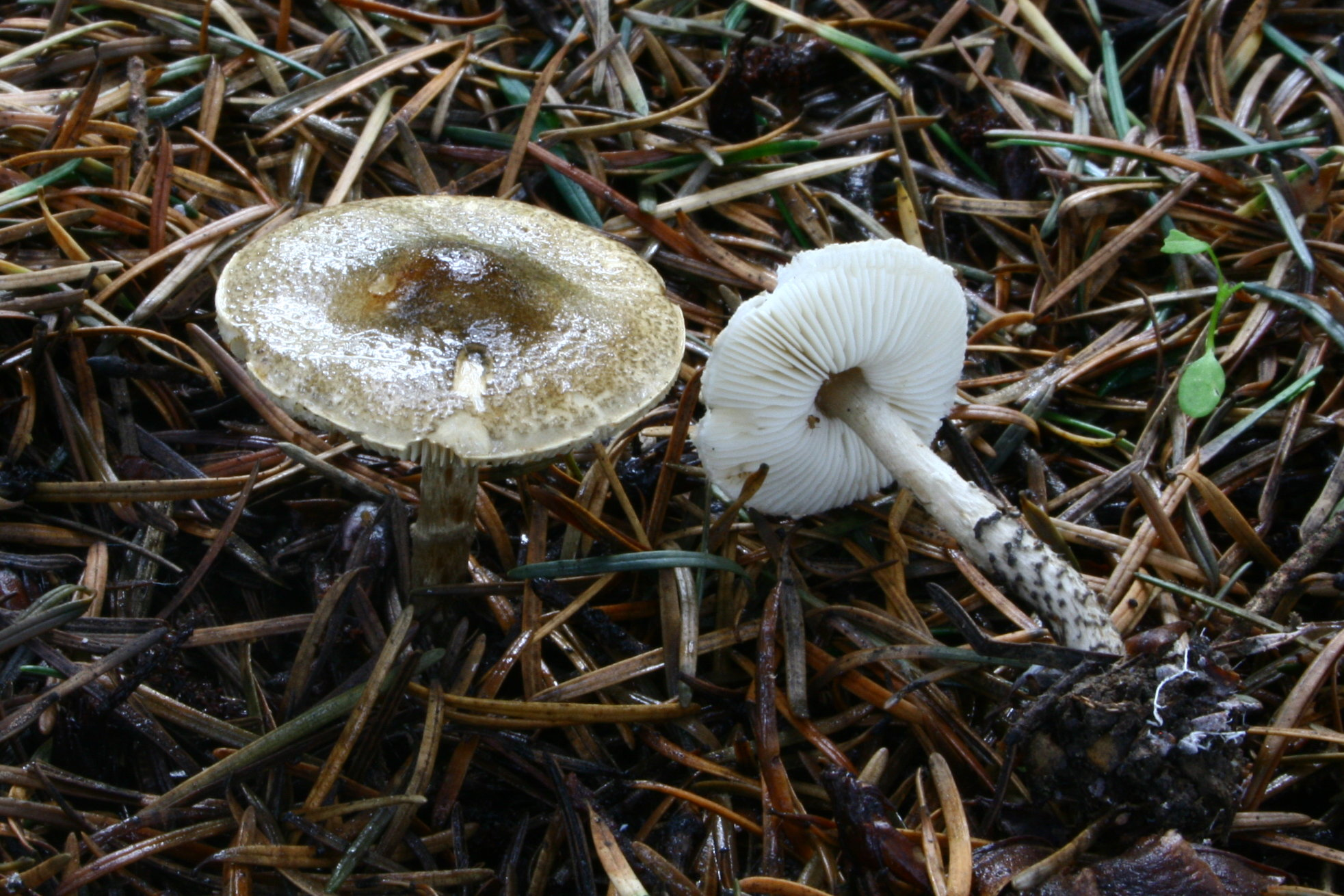
Lepiota felina
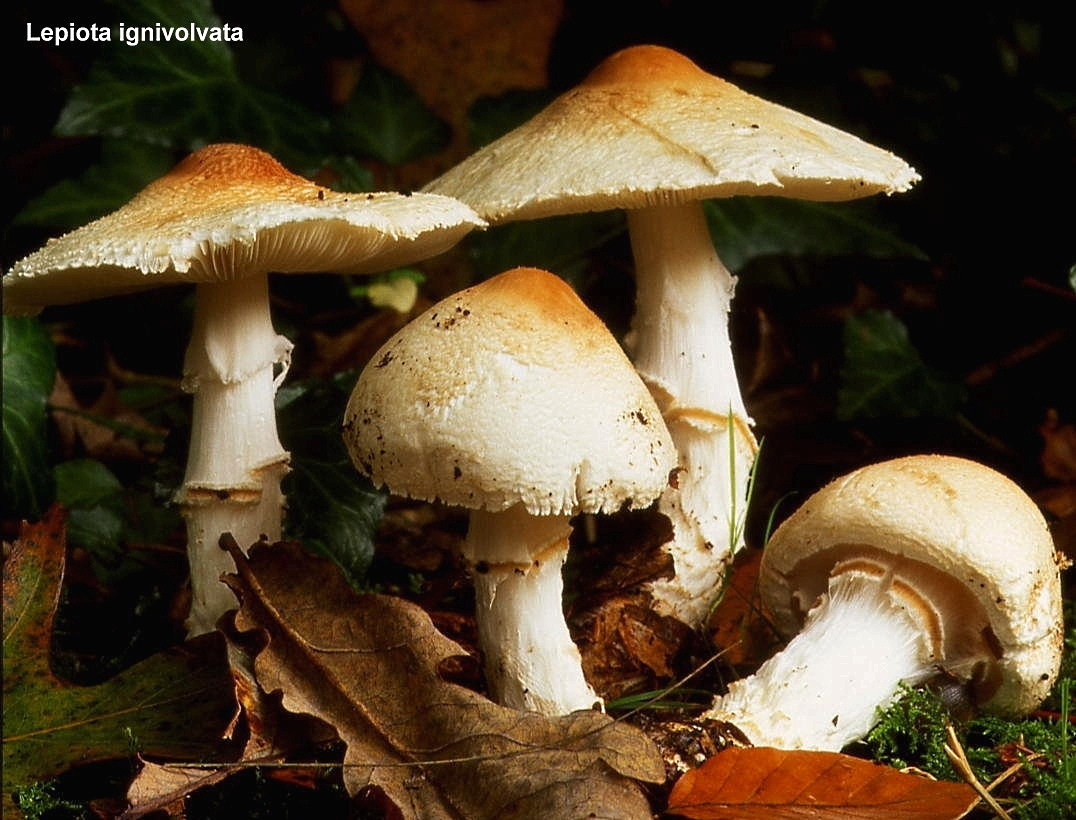
Lepiota ignivolvata
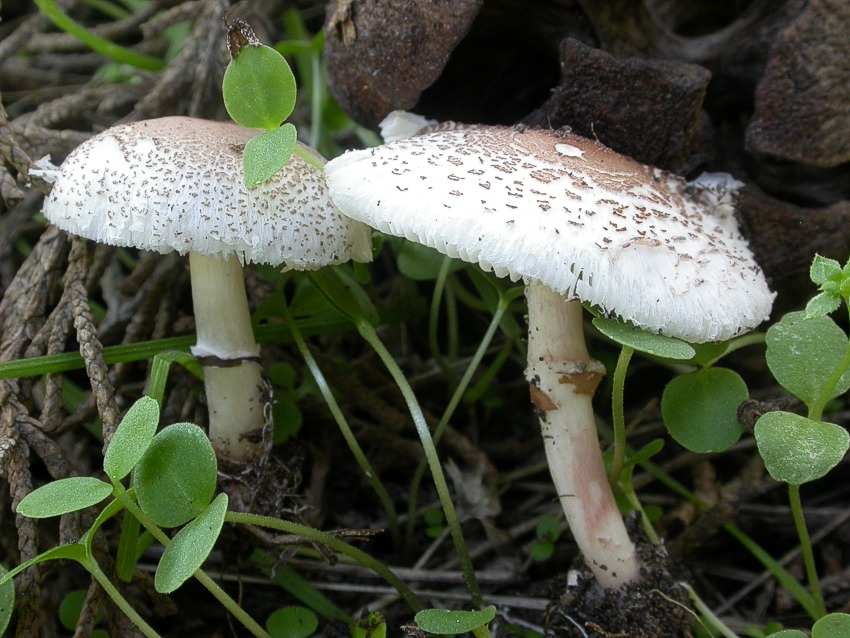
Lepiota lilacea
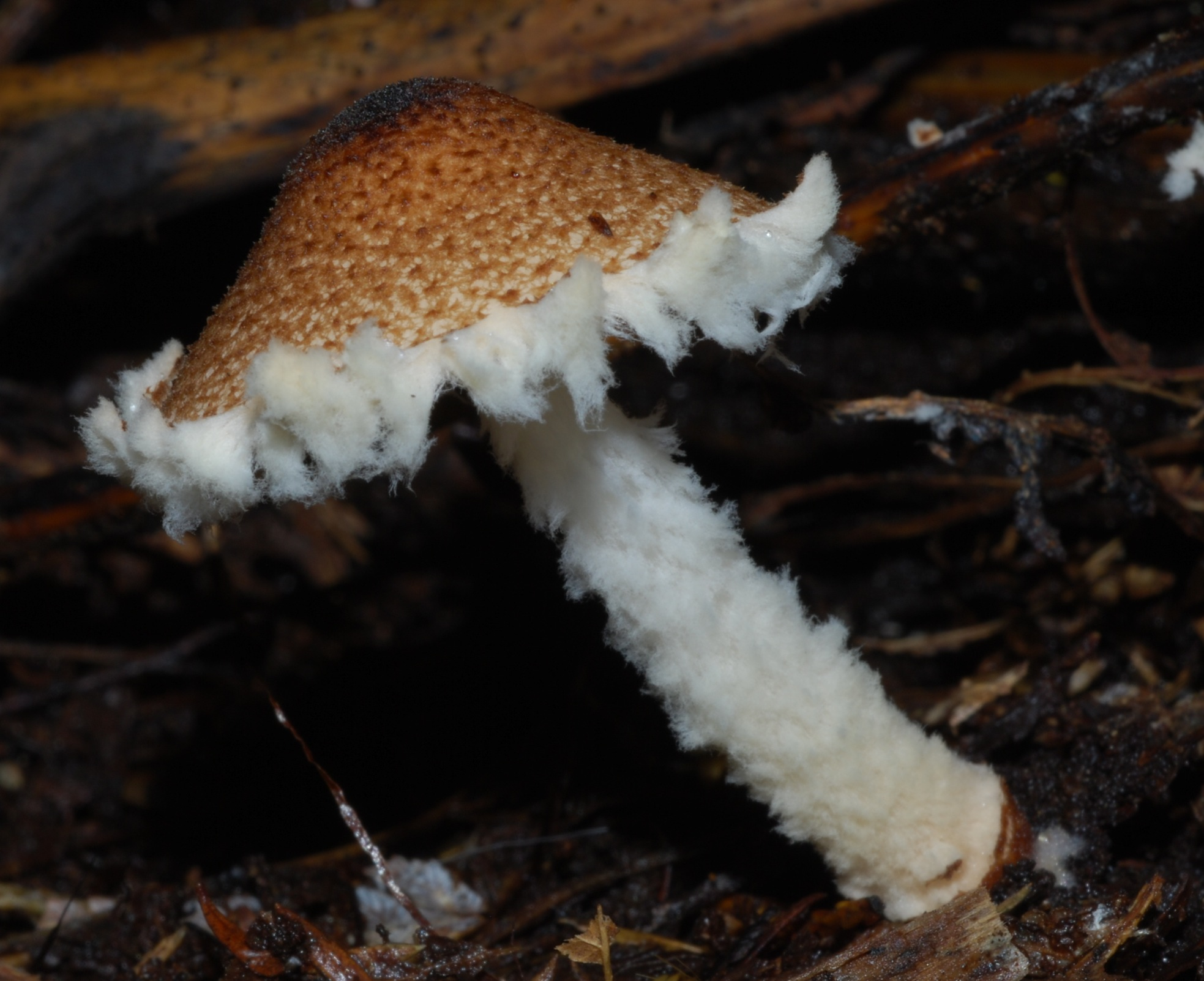
Lepiota magnispora
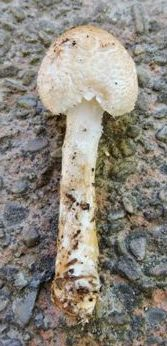
Lepiota ochraceodisca
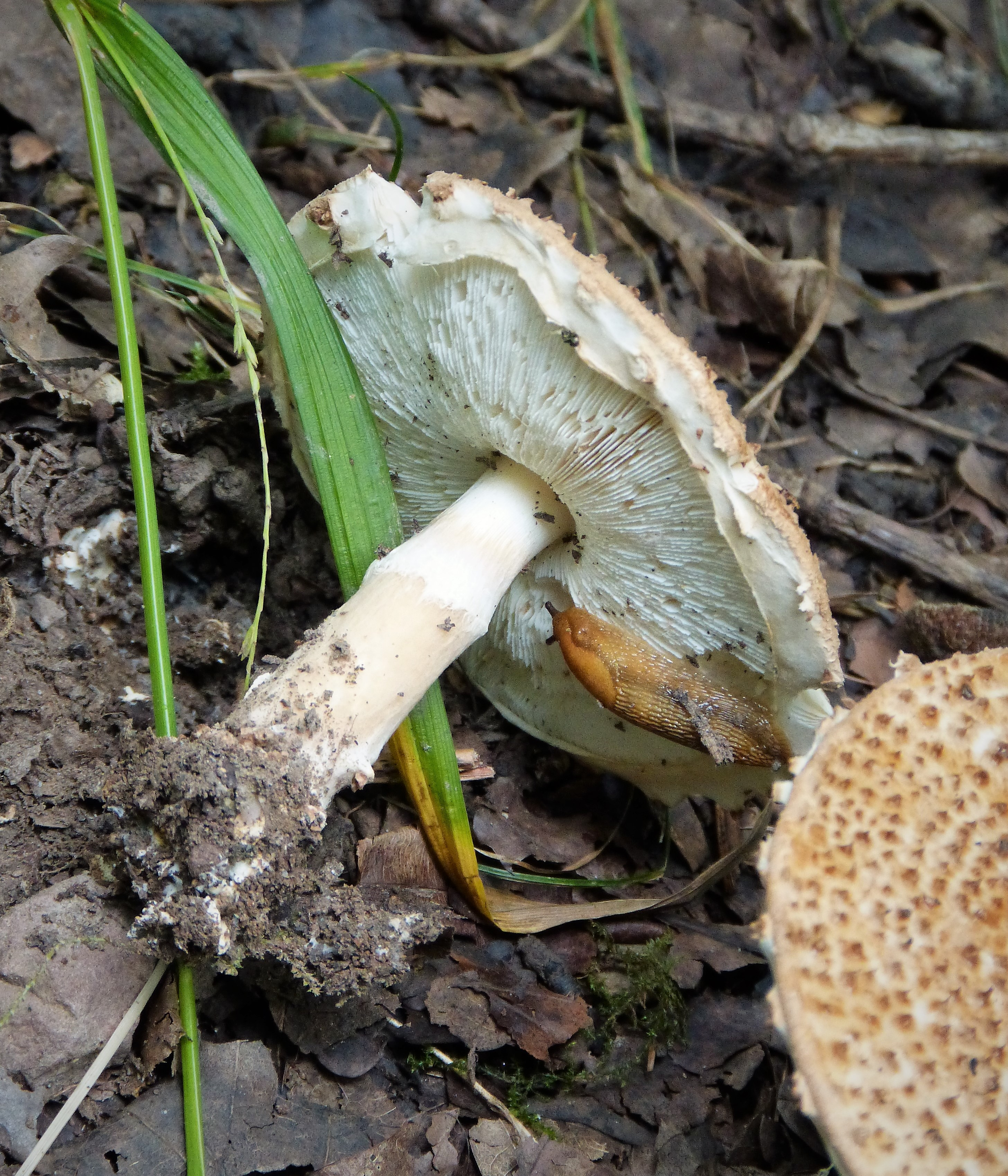
Lepiota pseudohelveola
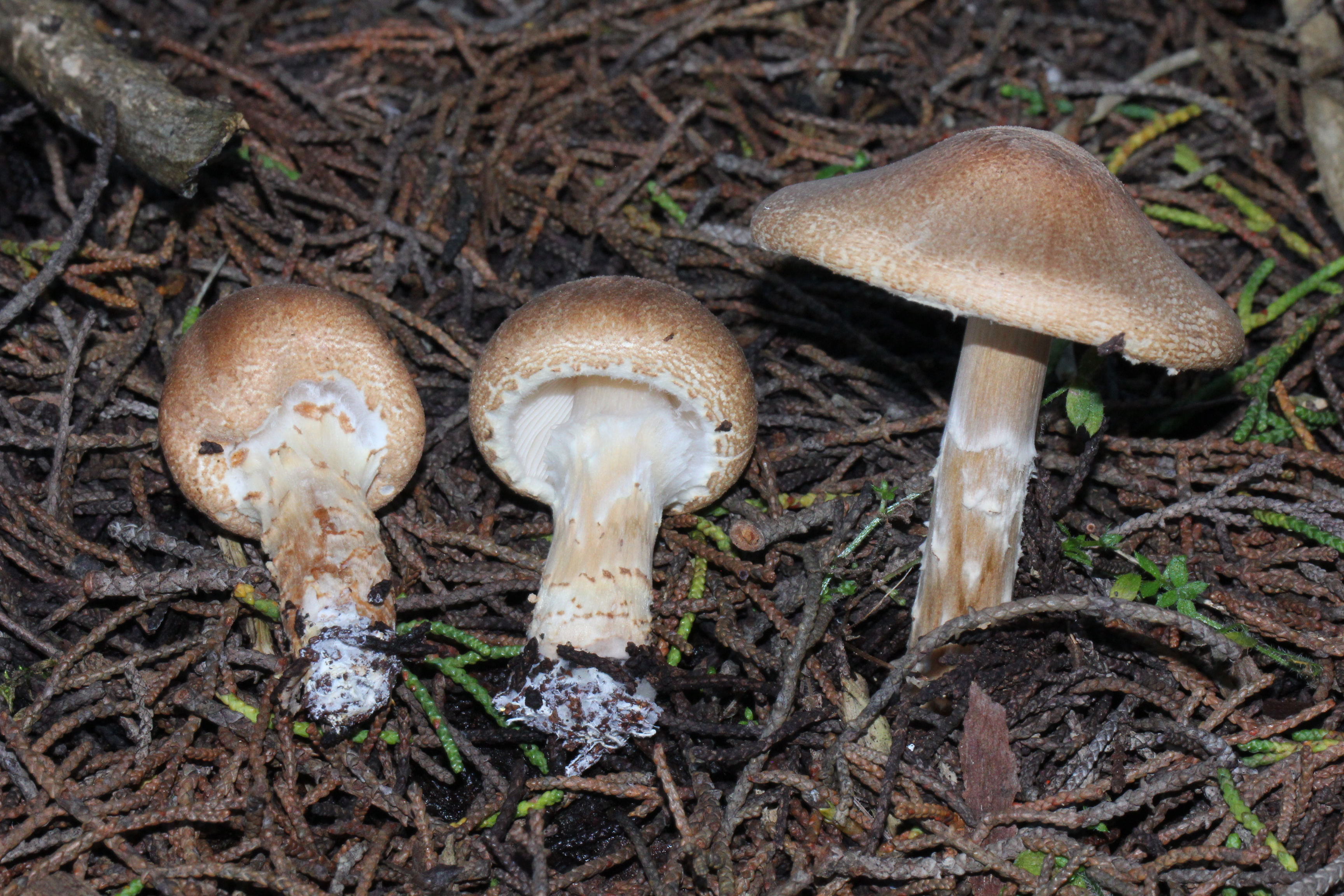
Lepiota spheniscispora
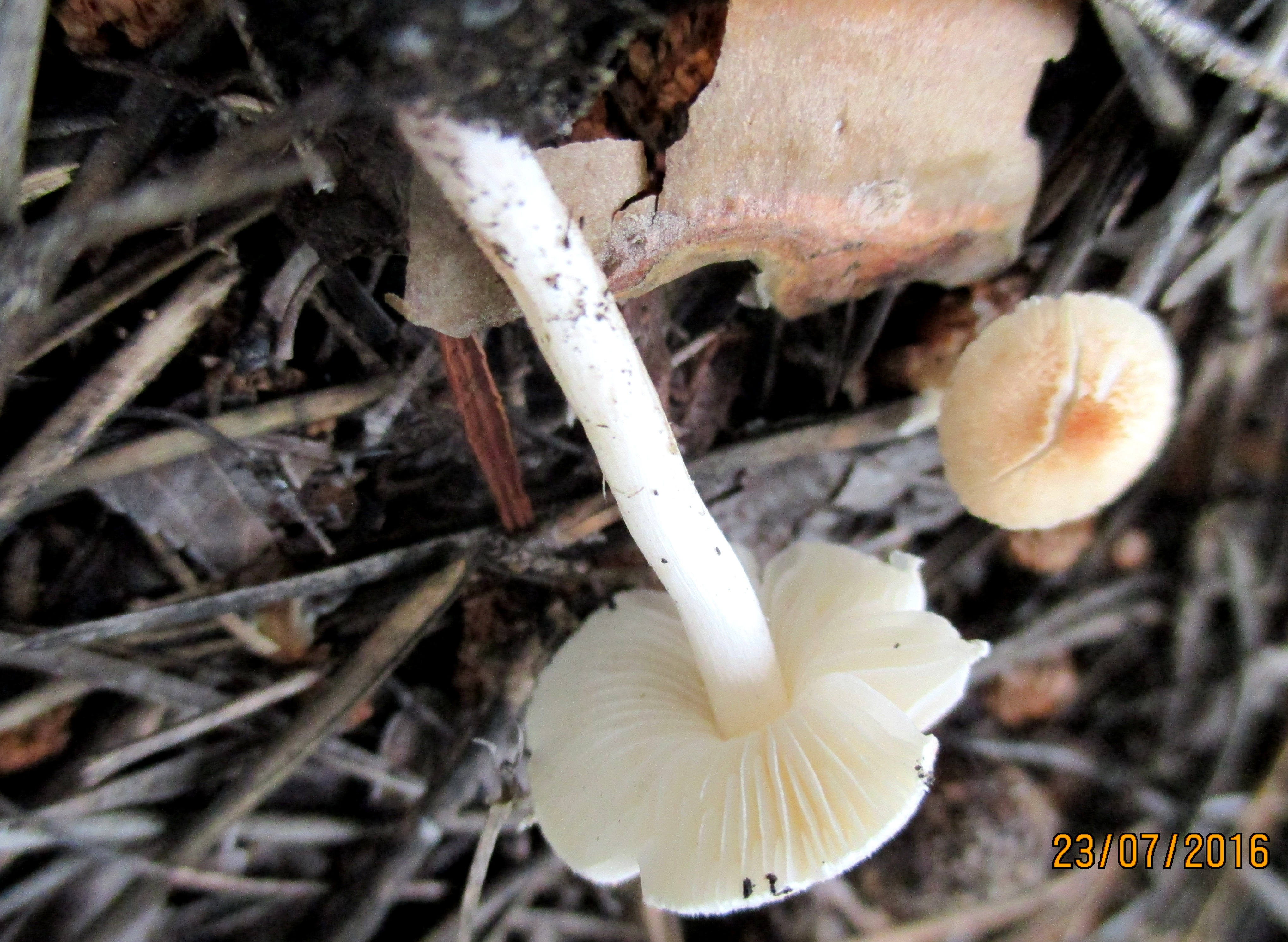
Lepiota subalba
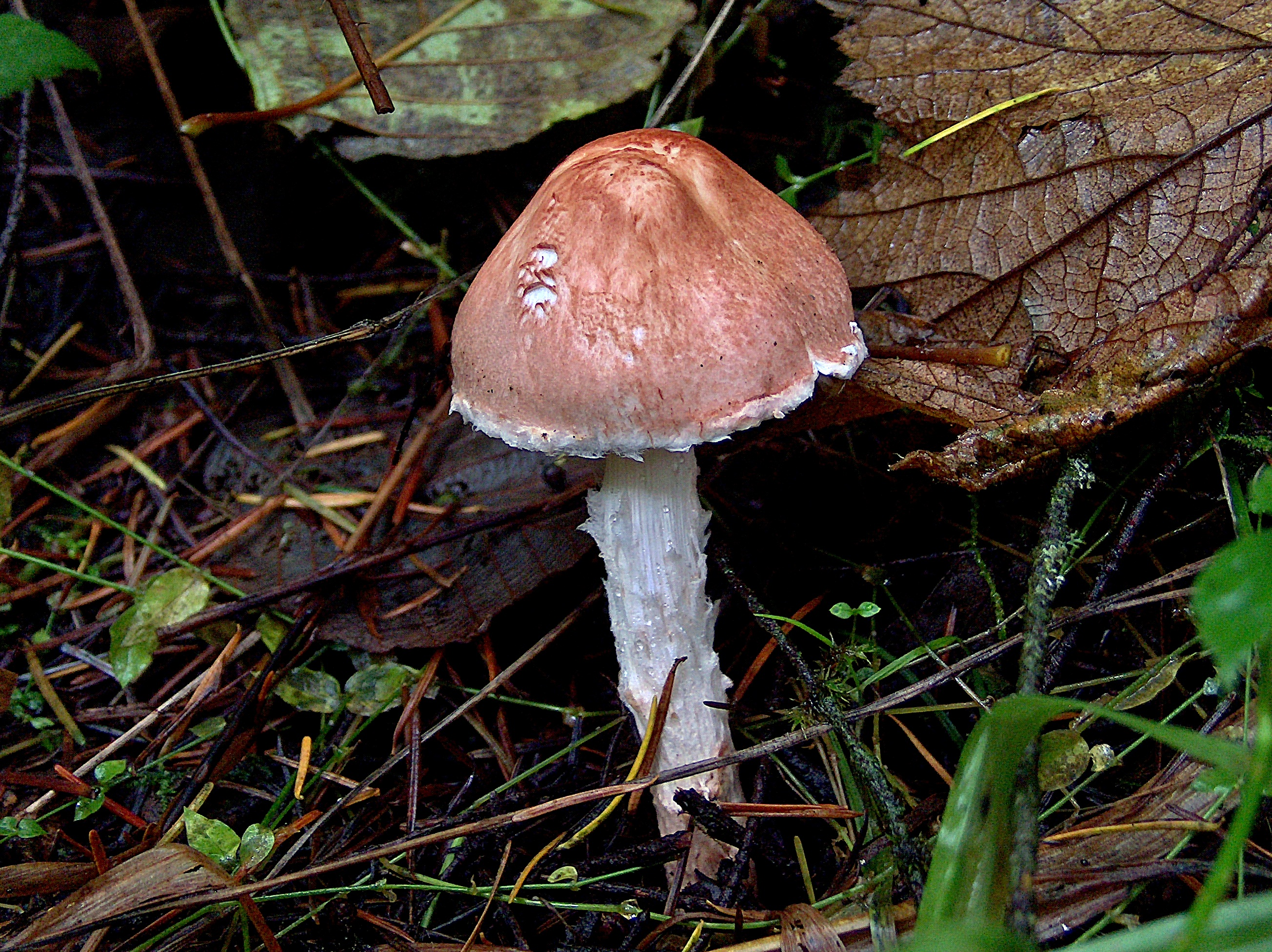
Lepiota subincarnata

## Soorten
Volgens Index Fungorum telt het geslacht 564 soorten (peildatum januari 2023):
| Soortnaam                                           | Auteur(s)                                         | Publicatiejaar |
| --------------------------------------------------- | ------------------------------------------------- | -------------- |
| Lepiota abruptibulba                                | Murrill                                           | 1911           |
| Lepiota acicularis                                  | Velen.                                            | 1939           |
| Lepiota adusta                                      | (E. Horak) E. Horak                               | 1980           |
| Lepiota aeruginea                                   | Murrill                                           | 1945           |
| Lepiota agricola                                    | (Murrill) Murrill                                 | 1912           |
| Lepiota albida                                      | Massee                                            | 1914           |
| Lepiota albofibrillosa                              | Cleland                                           | 1931           |
| Lepiota albogranulosa                               | Qasim & Khalid                                    | 2015           |
| Lepiota albosericea                                 | Henn.                                             | 1898           |
| Lepiota albosquamosa                                | Rick                                              | 1920           |
| Lepiota allenae                                     | Peck                                              | 1911           |
| Lepiota alluviina                                   | (Peck) Morgan                                     | 1906           |
| Lepiota alopochroa                                  | (Berk. & Broome) Sacc.                            | 1887           |
| Lepiota altissima                                   | Massee                                            | 1898           |
| Lepiota amanitiformis                               | Murrill                                           | 1914           |
| Lepiota amplifolia                                  | Murrill                                           | 1912           |
| Lepiota ampliocystidiata                            | J.F. Liang                                        | 2012           |
| Lepiota amyloidea                                   | Singer                                            | 1943           |
| Lepiota ananya                                      | T.K.A. Kumar & Manim.                             | 2009           |
| Lepiota anceps                                      | Pat.                                              | 1917           |
| Lepiota andegavensis                                | Mornand                                           | 1983           |
| Lepiota angusticystidiata                           | J.F. Liang & Z.L. Yang                            | 2018           |
| Lepiota angustispora                                | (Migl. & Bizzi) Hauskn. & Pidlich-Aigner          | 2005           |
| Lepiota anomala                                     | Murrill                                           | 1946           |
| Lepiota anupama                                     | T.K.A. Kumar & Manim.                             | 2009           |
| Lepiota apatelia                                    | Vellinga & Huijser                                | 1999           |
| Lepiota apicipigmentata                             | A.B. Pereira                                      | 1998           |
| Lepiota araucariicola                               | A.B. Pereira                                      | 1998           |
| Lepiota arenicola                                   | Peck                                              | 1888           |
| Lepiota areolata                                    | Wichanský                                         | 1966           |
| Lepiota armillarioides                              | Dennis                                            | 1952           |
| Lepiota aspericeps                                  | Murrill                                           | 1951           |
| Lepiota asperiformis                                | Murrill                                           | 1943           |
| Lepiota asperula                                    | G.F. Atk.                                         | 1900           |
| Lepiota aspratella                                  | Murrill                                           | 1911           |
| Lepiota atra                                        | Beeli                                             | 1932           |
| Lepiota atrata                                      | E. Horak                                          | 1980           |
| Lepiota atrocoerulea                                | Rick                                              | 1920           |
| Lepiota atrocrocea                                  | (Massee) W.G. Sm.                                 | 1904           |
| Lepiota atrodisca                                   | Zeller                                            | 1938           |
| Lepiota atrorupta                                   | Rick                                              | 1939           |
| Lepiota atrovinosa                                  | S. Imai                                           | 1941           |
| Lepiota attenuata                                   | J.F. Liang & Zhu L. Yang                          | 2011           |
| Lepiota attenuispora                                | B. Kumari & Atri                                  | 2013           |
| Lepiota aurantiaca                                  | Henn.                                             | 1899           |
| Lepiota aurantioflava                               | Hongo                                             | 1958           |
| Lepiota aurantiogemmata                             | Charles & Burl.                                   | 1942           |
| Lepiota aureoconspersa                              | Rick                                              | 1961           |
| Lepiota aureofulvella                               | Sysouph., K.D. Hyde, Chukeat. & Vellinga          | 2011           |
| Lepiota aureoviolacea                               | Henn.                                             | 1895           |
| Lepiota aurora                                      | Murrill                                           | 1945           |
| Lepiota azurea                                      | Singer                                            | 1952           |
| Lepiota babruka                                     | T.K.A. Kumar & Manim.                             | 2009           |
| Lepiota babruzalka                                  | T.K.A. Kumar & Manim.                             | 2009           |
| Lepiota baraliana                                   | Raithelh.                                         | 1986           |
| Lepiota beckleri                                    | (Berk.) Sacc.                                     | 1887           |
| Lepiota bengalensis                                 | Hosen & T.H. Li                                   | 2016           |
| Lepiota besseyi                                     | H.V. Sm. & N.S. Weber                             | 1987           |
| Lepiota bettinae                                    | Dörfelt                                           | 1982           |
| Lepiota betulina                                    | Velen.                                            | 1939           |
| Lepiota bichroma                                    | E. Horak                                          | 1980           |
| Lepiota bickhamensis                                | P.D. Orton                                        | 1984           |
| Lepiota bifurcata                                   | A.B. Pereira                                      | 1998           |
| Lepiota boninensis                                  | S. Ito & S. Imai                                  | 1939           |
| Lepiota booloola                                    | Grgur.                                            | 1997           |
| Lepiota boudieri (Oranjebruine parasolzwam)         | Bres.                                             | 1884           |
| Lepiota brevipes                                    | Murrill                                           | 1945           |
| Lepiota brinkmannii                                 | Rick                                              | 1920           |
| Lepiota brunneoannulata                             | Rick                                              | 1939           |
| Lepiota brunneocarnea                               | Rick                                              | 1939           |
| Lepiota brunneoincarnata (Gegordelde parasolzwam)   | Chodat & C. Martín                                | 1889           |
| Lepiota brunneolilacea (Zandparasolzwam)            | Bon & Boiffard                                    | 1972           |
| Lepiota brunneopurpurea                             | Rick                                              | 1920           |
| Lepiota brunneosquamulosa                           | J.F. Liang & Z.L. Yang                            | 2018           |
| Lepiota brunneosquarrosa                            | Rick                                              | 1939           |
| Lepiota brunneotabacina                             | A.B. Pereira                                      | 1998           |
| Lepiota bulbosa                                     | Velen.                                            | 1920           |
| Lepiota calcarata                                   | (E. Horak) E. Horak                               | 1980           |
| Lepiota caloceps                                    | G.F. Atk.                                         | 1902           |
| Lepiota camerunensis                                | Henn.                                             | 1895           |
| Lepiota camporum                                    | (Speg.) Speg.                                     | 1926           |
| Lepiota candida                                     | Copel.                                            | 1905           |
| Lepiota canescens                                   | A. Pearson                                        | 1951           |
| Lepiota carbonescens                                | Beeli                                             | 1927           |
| Lepiota carneorosea                                 | Cleland & Cheel                                   | 1916           |
| Lepiota carneorubra                                 | Massee                                            | 1914           |
| Lepiota caroli                                      | Velen.                                            | 1939           |
| Lepiota carpatica                                   | (M.M. Moser) M.M. Moser                           | 1983           |
| Lepiota castanea (Kastanjeparasolzwam)              | Quél.                                             | 1881           |
| Lepiota castaneidisca                               | Murrill                                           | 1912           |
| Lepiota castaneopallida                             | Damblon & Lambinon                                | 1959           |
| Lepiota castanescens                                | Murrill                                           | 1912           |
| Lepiota catenariocystidiata                         | Han C. Wang & Zhu L. Yang                         | 2006           |
| Lepiota celebica                                    | Henn.                                             | 1899           |
| Lepiota ceramogenes                                 | (Berk. & Broome) Sacc.                            | 1887           |
| Lepiota cervicolor                                  | Cleland                                           | 1933           |
| Lepiota chiangraiensis                              | Sysouph., Thongkl. & K.D. Hyde                    | 2020           |
| Lepiota chlorospora                                 | Copel.                                            | 1905           |
| Lepiota cholistanensis                              | H. Bashir, Usman & Khalid                         | 2020           |
| Lepiota chudaei                                     | Pat.                                              | 1906           |
| Lepiota cingulum (Gordelsteelparasolzwam)           | Kelderman                                         | 1994           |
| Lepiota cinnamomea                                  | Cleland                                           | 1931           |
| Lepiota ciqroensis                                  | Guzm.-Dáv. & Guzmán                               | 1983           |
| Lepiota citriniceps                                 | Murrill                                           | 1946           |
| Lepiota citriodora                                  | Dennis                                            | 1952           |
| Lepiota citrophylla                                 | (Berk. & Broome) Sacc.                            | 1887           |
| Lepiota citrophylloides                             | Sathe & S.M. Kulk.                                | 1981           |
| Lepiota clypeolaria (Bosparasolzwam)                | (Bull.) P. Kumm.                                  | 1871           |
| Lepiota clypeolarioides                             | Rea                                               | 1922           |
| Lepiota coactilia                                   | Beeli                                             | 1927           |
| Lepiota colimensis                                  | Murrill                                           | 1911           |
| Lepiota collariata                                  | Wichanský                                         | 1962           |
| Lepiota colliquensis                                | Garrido                                           | 1988           |
| Lepiota colorada                                    | A.B. Pereira                                      | 1998           |
| Lepiota coloratipes                                 | Vizzini, J.F. Liang, Jančovič. & Zhu L. Yang 2013 | 2013           |
| Lepiota concentrica                                 | Murrill                                           | 1912           |
| Lepiota condylospora                                | Sysouph., K.D. Hyde & Vellinga                    | 2020           |
| Lepiota conglobata                                  | A.B. Pereira                                      | 1998           |
| Lepiota conspurcata                                 | (Willd.) Morgan                                   | 1906           |
| Lepiota constrictocystidiata                        | E. Ludw.                                          | 2012           |
| Lepiota contenta                                    | Herp.                                             | 1912           |
| Lepiota contui                                      | Musumeci & Vizzini                                | 2014           |
| Lepiota coprinoides                                 | Beeli                                             | 1936           |
| Lepiota coprophila                                  | Rick                                              | 1926           |
| Lepiota coriacea                                    | Rick                                              | 1926           |
| Lepiota cortinarius (Gordijnparasolzwam)            | J.E. Lange                                        | 1915           |
| Lepiota cosici                                      | Velen.                                            | 1920           |
| Lepiota coxheadii                                   | P.D. Orton                                        | 1984           |
| Lepiota crassior                                    | Singer                                            | 1954           |
| Lepiota crepusculata                                | E. Horak                                          | 1980           |
| Lepiota cretaceiformis                              | Murrill                                           | 1945           |
| Lepiota cretinii                                    | Bataille                                          | 1931           |
| Lepiota cristata (Stinkparasolzwam)                 | (Bolton) P. Kumm.                                 | 1871           |
| Lepiota cristatanea                                 | J.F. Liang & Zhu L. Yang                          | 2011           |
| Lepiota cristatella                                 | (Peck) Sacc.                                      | 1887           |
| Lepiota cristatiformis                              | Murrill                                           | 1946           |
| Lepiota cristatocystidiata                          | A. Pearson                                        | 1951           |
| Lepiota cristatoides (Valse stinkparasolzwam)       | Einhell.                                          | 1973           |
| Lepiota crustata                                    | Velen.                                            | 1920           |
| Lepiota cuneatospora                                | Kauffman                                          | 1925           |
| Lepiota cutifracta                                  | A. Pearson                                        | 1951           |
| Lepiota cutiscamosa                                 | A.B. Pereira                                      | 1998           |
| Lepiota cyanea                                      | Rick                                              | 1920           |
| Lepiota cyanescens                                  | Beeli                                             | 1927           |
| Lepiota cyanozonata                                 | Longyear                                          | 1901           |
| Lepiota cycadearum                                  | Henn.                                             | 1898           |
| Lepiota cylindrocystidia                            | Sysouph. & K.D. Hyde                              | 2017           |
| Lepiota cylindrospora                               | R. Heim                                           | 1969           |
| Lepiota cystidioresinosa                            | Garrido                                           | 1988           |
| Lepiota cystophoroides                              | Joss. & Riousset                                  | 1972           |
| Lepiota decolorans                                  | Gramberg                                          | 1920           |
| Lepiota decorata                                    | Zeller                                            | 1929           |
| Lepiota densesquamosa                               | Velen.                                            | 1920           |
| Lepiota destinata                                   | (Britzelm.) Sacc. & Traverso                      | 1910           |
| Lepiota discipes                                    | Henn.                                             | 1901           |
| Lepiota discolorata                                 | Cleland                                           | 1931           |
| Lepiota disseminata                                 | E. Horak                                          | 1980           |
| Lepiota dryadicola                                  | Kühner                                            | 1983           |
| Lepiota drymonia                                    | Morgan                                            | 1907           |
| Lepiota dryophila                                   | Murrill                                           | 1914           |
| Lepiota dubia                                       | Rick                                              | 1939           |
| Lepiota dumetorum                                   | Velen.                                            | 1939           |
| Lepiota earlei                                      | Peck                                              | 1898           |
| Lepiota echinella (Piekhaarparasolzwam)             | Quél. & G.E. Bernard                              | 1888           |
| Lepiota echinodermata                               | (Cooke & Massee) Sacc.                            | 1891           |
| Lepiota elaiophylla                                 | Vellinga & Huijser                                | 1998           |
| Lepiota elata                                       | Copel.                                            | 1905           |
| Lepiota elseae                                      | A. Caball., Vizzini, G. Muñoz & Contu             | 2015           |
| Lepiota emplastrum                                  | (Cooke & Massee) Sacc.                            | 1891           |
| Lepiota engleriana                                  | Henn.                                             | 1891           |
| Lepiota epicharis                                   | (Berk. & Broome) Sacc.                            | 1887           |
| Lepiota erinana                                     | Dennis                                            | 1952           |
| Lepiota eriphaea                                    | (Berk. & Broome) Sacc.                            | 1887           |
| Lepiota erminea (Duinparasolzwam)                   | (Fr.) P. Kumm.                                    | 1871           |
| Lepiota erythrophylla                               | Pat.                                              | 1924           |
| Lepiota eurysperma                                  | Sysouph., K.D. Hyde & Vellinga                    | 2012           |
| Lepiota exocarpi                                    | Cleland                                           | 1934           |
| Lepiota exstructa                                   | (Berk.) Sacc.                                     | 1887           |
| Lepiota farinolens                                  | Bon & G. Riousset                                 | 1992           |
| Lepiota farinosa                                    | Peck                                              | 1890           |
| Lepiota favrei                                      | Kühner ex Bon                                     | 1993           |
| Lepiota felina (Panterparasolzwam)                  | (Pers.) P. Karst.                                 | 1879           |
| Lepiota felinoides                                  | Peck                                              | 1900           |
| Lepiota ferruginosa                                 | Massee                                            | 1914           |
| Lepiota fibrososquamosa                             | Herp.                                             | 1912           |
| Lepiota fischeri                                    | Kauffman                                          | 1918           |
| Lepiota flammeotincta                               | Kauffman                                          | 1925           |
| Lepiota flava                                       | Beeli                                             | 1932           |
| Lepiota flavidocana                                 | Pegler                                            | 1983           |
| Lepiota flavidula                                   | (Rick) Singer                                     | 1954           |
| Lepiota flavipes                                    | Rick                                              | 1939           |
| Lepiota flavodisca                                  | Murrill                                           | 1911           |
| Lepiota flavolutea                                  | Rick                                              | 1939           |
| Lepiota flavophylla                                 | Massee                                            | 1912           |
| Lepiota flavosericea                                | Rick                                              | 1920           |
| Lepiota flocculosa                                  | Beeli                                             | 1932           |
| Lepiota floridana                                   | Murrill                                           | 1941           |
| Lepiota floridiana                                  | Garrido                                           | 1988           |
| Lepiota forquignonii (Olijfparasolzwam)             | Quél.                                             | 1885           |
| Lepiota fraterna                                    | E. Horak                                          | 1980           |
| Lepiota fuligineosquarrosa                          | (Malençon) Contu & Luigi Curreli                  | 1988           |
| Lepiota fuliginescens                               | Murrill                                           | 1912           |
| Lepiota fuliginosa                                  | Cleland                                           | 1931           |
| Lepiota fumosialba                                  | Murrill                                           | 1945           |
| Lepiota fumosiceps                                  | Murrill                                           | 1945           |
| Lepiota furfuraceipes                               | Han C. Wang & Zhu L. Yang                         | 2005           |
| Lepiota fusciceps                                   | Hongo                                             | 1973           |
| Lepiota fuscoroseola                                | Speg.                                             | 1898           |
| Lepiota fuscosquamea                                | (Peck) Sacc.                                      | 1887           |
| Lepiota fuscovinacea (Purperbruine parasolzwam)     | F.H. Møller & J.E. Lange                          | 1940           |
| Lepiota fusispora                                   | Henn.                                             | 1897           |
| Lepiota fustiformis                                 | A. Pearson                                        | 1951           |
| Lepiota gemmata                                     | Morgan                                            | 1906           |
| Lepiota geniculispora                               | G.F. Atk.                                         | 1909           |
| Lepiota geocarpa                                    | Vellinga & T. Lebel                               | 2012           |
| Lepiota geogenia                                    | T. Lebel & Vellinga                               | 2012           |
| Lepiota geophana                                    | Vellinga & T. Lebel                               | 2012           |
| Lepiota gigantea                                    | Speg.                                             | 1909           |
| Lepiota gilvidisca                                  | Murrill                                           | 1946           |
| Lepiota glabra                                      | Velen.                                            | 1920           |
| Lepiota glareophila                                 | Fillion                                           | 1997           |
| Lepiota glatfelteri                                 | Peck                                              | 1904           |
| Lepiota goliath                                     | (Sacc.) Speg.                                     | 1898           |
| Lepiota gomezii                                     | Singer                                            | 1989           |
| Lepiota gracilis                                    | Peck                                              | 1899           |
| Lepiota grangei (Groenschubbige parasolzwam)        | (Eyre) Kühner                                     | 1934           |
| Lepiota granulopunctata                             | Locq. ex Bon                                      | 1993           |
| Lepiota grassei                                     | R. Heim                                           | 1977           |
| Lepiota grisea                                      | Rick                                              | 1939           |
| Lepiota griseorubescens                             | Dennis                                            | 1961           |
| Lepiota griseosticta                                | Cifuentes & Guzmán                                | 1981           |
| Lepiota griseovirens (Grijsgroene parasolzwam)      | Maire                                             | 1928           |
| Lepiota haemorrhagica                               | Cleland                                           | 1931           |
| Lepiota harithaka                                   | T.K.A. Kumar & Manim.                             | 2009           |
| Lepiota haroonabadensis                             | Niazi, M. Asif, A. Izhar & Khalid                 | 2021           |
| Lepiota hederacea                                   | Velen.                                            | 1947           |
| Lepiota hedrychii                                   | Velen.                                            | 1920           |
| Lepiota helveola                                    | Bres.                                             | 1882           |
| Lepiota helveoloides                                | Bon ex Bon & Andary                               | 1986           |
| Lepiota hemisphaerica                               | Murrill                                           | 1914           |
| Lepiota himalayensis                                | Khalid & Razaq                                    | 2013           |
| Lepiota holmbergii                                  | Speg.                                             | 1898           |
| Lepiota huysmanii                                   | Wichanský                                         | 1960           |
| Lepiota hymenoderma (Ringloze stinkparasolzwam)     | D.A. Reid                                         | 1966           |
| Lepiota hypholoma                                   | Rick                                              | 1920           |
| Lepiota ianthinosquamosa                            | Pegler                                            | 1983           |
| Lepiota iberica                                     | J.M. Vidal & Juste                                | 2015           |
| Lepiota icterina                                    | F.H. Møller                                       | 1965           |
| Lepiota ignivolvata                                 | Bousset & Joss. ex Joss.                          | 1990           |
| Lepiota inclinata                                   | Rick                                              | 1939           |
| Lepiota inconspicua                                 | S. Ito & S. Imai                                  | 1939           |
| Lepiota indica                                      | B. Kumari & Atri                                  | 2013           |
| Lepiota infelix                                     | E. Horak                                          | 1980           |
| Lepiota ingrata                                     | Rick                                              | 1961           |
| Lepiota insimulata                                  | E. Horak                                          | 1980           |
| Lepiota intermedia                                  | A. Blytt                                          | 1905           |
| Lepiota islagarciae                                 | Raithelh.                                         | 2000           |
| Lepiota ivoriensis                                  | R. Heim                                           | 1977           |
| Lepiota izonetae                                    | Singer                                            | 1989           |
| Lepiota jacquieri                                   | Fillion                                           | 1995           |
| Lepiota jamaicensis                                 | Murrill                                           | 1911           |
| Lepiota johnsonii                                   | Massee                                            | 1901           |
| Lepiota jujuyensis                                  | Speg.                                             | 1909           |
| Lepiota juniperina                                  | Murrill                                           | 1914           |
| Lepiota kammala                                     | Grgur.                                            | 1997           |
| Lepiota kauffmanii                                  | Zeller                                            | 1933           |
| Lepiota kigumuensis                                 | Pegler                                            | 1977           |
| Lepiota kuehneri                                    | Huijsman ex Hora                                  | 1960           |
| Lepiota lacerata                                    | Velen.                                            | 1939           |
| Lepiota lahorensis                                  | Qasim & Khalid                                    | 2016           |
| Lepiota lanata                                      | Rick                                              | 1920           |
| Lepiota lateritia                                   | Beeli                                             | 1932           |
| Lepiota latifolia                                   | Contu                                             | 1994           |
| Lepiota latisquamosa                                | Velen.                                            | 1920           |
| Lepiota lavandulae                                  | (Cooke & Massee) Sacc.                            | 1891           |
| Lepiota lentiginosa                                 | Pegler                                            | 1977           |
| Lepiota lepida                                      | Guinb. & M. Bodin                                 | 1994           |
| Lepiota lilacea (Lila parasolzwam)                  | Bres.                                             | 1892           |
| Lepiota lilacinea                                   | Beeli                                             | 1927           |
| Lepiota lineata                                     | Pegler                                            | 1983           |
| Lepiota locquinii                                   | Bon                                               | 1985           |
| Lepiota longicauda                                  | Henn.                                             | 1900           |
| Lepiota lotharingiana                               | Pegler                                            | 1983           |
| Lepiota lugens                                      | Rick                                              | 1939           |
| Lepiota luteocastanea                               | E. Horak                                          | 1980           |
| Lepiota luteocephalata                              | Beeli                                             | 1927           |
| Lepiota lycoperdinea                                | Speg.                                             | 1898           |
| Lepiota lycoperdoides                               | Kreisel                                           | 1967           |
| Lepiota macmurphyi                                  | (Murrill) Murrill                                 | 1912           |
| Lepiota maculans                                    | Peck                                              | 1905           |
| Lepiota madirokelensis                              | Bouriquet                                         | 1946           |
| Lepiota maerimensis                                 | Sysouph. & K.D. Hyde                              | 2017           |
| Lepiota magnispora (Geelbruine wolsteelparasolzwam) | Murrill                                           | 1912           |
| Lepiota mammosa                                     | Henn.                                             | 1901           |
| Lepiota mandarina                                   | J.F. Liang & Zhu L. Yang                          | 2016           |
| Lepiota manilensis                                  | Copel.                                            | 1905           |
| Lepiota martialis                                   | (Cooke & Massee) Sacc.                            | 1891           |
| Lepiota mediorosea                                  | Contu                                             | 1998           |
| Lepiota medullata                                   | (Fr.) Quél.                                       | 1872           |
| Lepiota megalotheles                                | (Kalchbr.) McAlpine                               | 1895           |
| Lepiota membranacea                                 | McAlpine                                          | 1895           |
| Lepiota mengei                                      | (Kropp & Castellano) T. Lebel & Vellinga          | 2012           |
| Lepiota mesomorpha                                  | (Bull.) Gillet                                    | 1874           |
| Lepiota metulispora                                 | (Berk. & Broome) Sacc.                            | 1887           |
| Lepiota microcarpa                                  | Sysouph., K.D. Hyde & Vellinga                    | 2012           |
| Lepiota microcystidiata                             | Guzm.-Dáv. & Guzmán                               | 1983           |
| Lepiota micromyces                                  | Speg.                                             | 1922           |
| Lepiota micropholis                                 | (Berk. & Broome) Sacc.                            | 1887           |
| Lepiota microscopica                                | Speg.                                             | 1898           |
| Lepiota microsperma                                 | Locq.                                             | 1952           |
| Lepiota microspora                                  | Massee                                            | 1906           |
| Lepiota mimica                                      | Massee                                            | 1912           |
| Lepiota ministipitata                               | A.B. Pereira                                      | 1998           |
| Lepiota minutissima                                 | Beeli                                             | 1938           |
| Lepiota minutula                                    | Pat.                                              | 1924           |
| Lepiota minya                                       | Grgur.                                            | 1997           |
| Lepiota missionis                                   | (Berk.) Sacc.                                     | 1887           |
| Lepiota mississippiensis                            | Murrill                                           | 1914           |
| Lepiota montevideensis                              | Speg.                                             | 1926           |
| Lepiota mucronata                                   | Guzm.-Dáv. & Guzmán                               | 1983           |
| Lepiota murinidisca                                 | Murrill                                           | 1951           |
| Lepiota murinocapitata                              | Dennis                                            | 1961           |
| Lepiota mutata                                      | Peck                                              | 1896           |
| Lepiota nainitala                                   | Rawla                                             | 1991           |
| Lepiota nardosmioides                               | Murrill                                           | 1912           |
| Lepiota naucinoides                                 | (Peck) Sacc. & Trotter                            | 1910           |
| Lepiota neglecta                                    | Murrill                                           | 1951           |
| Lepiota neophana                                    | Morgan                                            | 1906           |
| Lepiota neuquenensis                                | Singer                                            | 1969           |
| Lepiota nigrocinerea                                | Cleland                                           | 1931           |
| Lepiota nigromarginata                              | Massee                                            | 1902           |
| Lepiota nigropunctata                               | Dennis                                            | 1952           |
| Lepiota nigrosquamosa                               | J.F. Liang & Zhu L. Yang                          | 2012           |
| Lepiota nirupama                                    | T.K.A. Kumar & Manim.                             | 2009           |
| Lepiota nitens                                      | Velen.                                            | 1939           |
| Lepiota nitida                                      | Velen.                                            | 1939           |
| Lepiota nudipes                                     | Peck                                              | 1906           |
| Lepiota obclavata                                   | (Cooke & Massee) Sacc.                            | 1891           |
| Lepiota obscura                                     | (Locq. ex Bon) Bon                                | 1993           |
| Lepiota obscuroumbonata                             | Henn.                                             | 1905           |
| Lepiota ochracea                                    | Massee                                            | 1914           |
| Lepiota ochraceoaurantiaca                          | Dennis                                            | 1952           |
| Lepiota ochraceocyanea                              | Kühner                                            | 1934           |
| Lepiota ochraceodisca                               | Bon                                               | 1991           |
| Lepiota ochraceofulva (Okerbruine parasolzwam)      | P.D. Orton                                        | 1960           |
| Lepiota ochraceolamellata                           | Dennis                                            | 1961           |
| Lepiota ochraceoumbonata                            | Beeli                                             | 1927           |
| Lepiota ochroleuca                                  | Speg.                                             | 1899           |
| Lepiota ochrospora                                  | Cooke & Massee                                    | 1893           |
| Lepiota oculata                                     | J.E. Lange & Zeller                               | 1938           |
| Lepiota oedipus                                     | Speg.                                             | 1889           |
| Lepiota olbia                                       | (Tul. & C. Tul.) J.M. Vidal & P.-A. Moreau        | 2015           |
| Lepiota omninoflava                                 | Y.J. Hou & Z.W. Ge                                | 2020           |
| Lepiota ompnera                                     | (Berk. & Broome) Zhu L. Yang                      | 2017           |
| Lepiota oreadiformis (Gladde wolsteelparasolzwam)   | Velen.                                            | 1920           |
| Lepiota otsuensis                                   | (Hongo) Hongo                                     | 1959           |
| Lepiota pallida                                     | Locq. ex Bon & Candusso                           | 1990           |
| Lepiota pallidiochracea                             | J.F. Liang & Zhu L. Yang                          | 2011           |
| Lepiota pandorae                                    | Velen.                                            | 1939           |
| Lepiota papillata                                   | Sysouph., K.D. Hyde, Chukeat. & Vellinga          | 2011           |
| Lepiota pardalota                                   | Sacc.                                             | 1887           |
| Lepiota parvannulata (Witte dwergparasolzwam)       | (Lasch) Gillet                                    | 1874           |
| Lepiota parvispora                                  | Dennis                                            | 1961           |
| Lepiota parvula                                     | Velen.                                            | 1920           |
| Lepiota patagonica                                  | Singer                                            | 1969           |
| Lepiota permodesta                                  | (Schulzer) Sacc. & Traverso                       | 1910           |
| Lepiota phaeoderma                                  | Vellinga                                          | 2010           |
| Lepiota phaeodisca                                  | (Bellù) Contu & Luigi Curreli                     | 1988           |
| Lepiota phaeosticta                                 | Morgan                                            | 1906           |
| Lepiota phaeostictiformis                           | Murrill                                           | 1940           |
| Lepiota philippinensis                              | J.M. Mend. & Leus-Palo                            | 1938           |
| Lepiota phlyctanodes                                | (Berk. & Broome) Sacc.                            | 1887           |
| Lepiota pilodes (Valse viltparasolzwam)             | Vellinga & Huijser                                | 1993           |
| Lepiota pinetorum                                   | (Gillet) Maire                                    | 1933           |
| Lepiota pinicola                                    | Murrill                                           | 1946           |
| Lepiota pleurocystidiata                            | Sysouph., Thongkl. & K.D. Hyde                    | 2020           |
| Lepiota plumbicolor                                 | (Berk. & Broome) Sacc.                            | 1887           |
| Lepiota pluvialis                                   | Speg.                                             | 1898           |
| Lepiota polinea                                     | Kučera                                            | 1931           |
| Lepiota pomacea                                     | Velen.                                            | 1920           |
| Lepiota pongduadensis                               | Sysouph., K.D. Hyde & Vellinga                    | 2012           |
| Lepiota porphyroxantha                              | Zecchin & Bizzi                                   | 2009           |
| Lepiota porrigens                                   | Bres.                                             | 1920           |
| Lepiota praetervisa                                 | Hongo                                             | 1959           |
| Lepiota pratensis                                   | Speg.                                             | 1898           |
| Lepiota psalion                                     | Huijser & Vellinga                                | 1999           |
| Lepiota psalliotoides                               | Henn.                                             | 1902           |
| Lepiota pseudocristata                              | Velen.                                            | 1920           |
| Lepiota pseudofelina                                | J.E. Lange                                        | 1940           |
| Lepiota pseudoignicolor                             | Dennis                                            | 1961           |
| Lepiota pseudolilacea (Valse lila parasolzwam)      | Huijsman                                          | 1947           |
| Lepiota pseudopatagonica                            | Garrido                                           | 1988           |
| Lepiota pseudoroseola                               | Dennis                                            | 1952           |
| Lepiota pseudorubella                               | Gubitz                                            | 2008           |
| Lepiota pulcherrima                                 | P.W. Graff                                        | 1914           |
| Lepiota pulveracea                                  | Henn.                                             | 1901           |
| Lepiota pulverapella                                | Zeller                                            | 1933           |
| Lepiota pulverea                                    | Herp.                                             | 1912           |
| Lepiota punaensis                                   | Stallman                                          | 2020           |
| Lepiota punicea                                     | Massee                                            | 1912           |
| Lepiota punjabensis                                 | N.J. Kaur, M. Kaur & Atri                         | 2013           |
| Lepiota purpureoimbricata                           | Beeli                                             | 1927           |
| Lepiota pusilla                                     | Speg.                                             | 1898           |
| Lepiota puttemansii                                 | Pat.                                              | 1921           |
| Lepiota pygmaea                                     | Speg.                                             | 1898           |
| Lepiota pyrochroa (Oranje parasolzwam)              | Malençon                                          | 1970           |
| Lepiota quinamana                                   | Dennis                                            | 1952           |
| Lepiota quintanaroensis                             | Guzm.-Dáv. & Guzmán                               | 1983           |
| Lepiota rabarijaonae                                | Bouriquet                                         | 1946           |
| Lepiota radicata                                    | Rick                                              | 1937           |
| Lepiota recondita                                   | Tatti, Huijser & Vizzini                          | 2019           |
| Lepiota retinosa                                    | Velen.                                            | 1939           |
| Lepiota revocans                                    | (Cooke & Massee) Aberdeen                         | 1962           |
| Lepiota rhacodioides                                | Henn.                                             | 1901           |
| Lepiota rhodopepla                                  | Morgan                                            | 1907           |
| Lepiota rhodophylla                                 | Vellinga                                          | 2006           |
| Lepiota rimosa                                      | Murrill                                           | 1911           |
| Lepiota roseiceps                                   | Murrill                                           | 1943           |
| Lepiota roseicinerea                                | Murrill                                           | 1914           |
| Lepiota roseicremea                                 | (Murrill) Murrill                                 | 1912           |
| Lepiota roseifolia                                  | Murrill                                           | 1912           |
| Lepiota roseifulva                                  | Murrill                                           | 1946           |
| Lepiota rosella                                     | Rick                                              | 1939           |
| Lepiota roseobrunnea                                | Pat.                                              | 1924           |
| Lepiota roseolamellata                              | Dennis                                            | 1952           |
| Lepiota roseopallida                                | Bon & A. Caball.                                  | 2000           |
| Lepiota roseosquamosa                               | Beeli                                             | 1927           |
| Lepiota roseotincta                                 | A.H. Sm.                                          | 1942           |
| Lepiota rubens                                      | Kühner & Maire                                    | 1937           |
| Lepiota rubescens                                   | Velen.                                            | 1920           |
| Lepiota rubida                                      | Kauffman                                          | 1925           |
| Lepiota rubiginosa                                  | Pegler                                            | 1977           |
| Lepiota rubriceps                                   | Murrill                                           | 1939           |
| Lepiota rubrobrunnea                                | Gubitz                                            | 2008           |
| Lepiota rubrostraminea                              | Rick                                              | 1939           |
| Lepiota rubrotinctoides                             | Murrill                                           | 1912           |
| Lepiota rufescens                                   | Morgan                                            | 1906           |
| Lepiota rufipes (Kale parasolzwam)                  | Morgan                                            | 1906           |
| Lepiota rufogranulata                               | Henn.                                             | 1897           |
| Lepiota rufovelutina                                | Velen.                                            | 1939           |
| Lepiota rugulosa                                    | Peck                                              | 1900           |
| Lepiota rupta                                       | Rick                                              | 1939           |
| Lepiota saatiensis                                  | Henn.                                             | 1891           |
| Lepiota sanguiflua                                  | Murrill                                           | 1945           |
| Lepiota sanguineofracta                             | Vizzini                                           | 2014           |
| Lepiota santacruzensis                              | A.B. Pereira                                      | 1998           |
| Lepiota saponella                                   | M. Bodin & Priou                                  | 1994           |
| Lepiota sardoa                                      | (Padovan & Contu) Vila & Castellón                | 2003           |
| Lepiota sayanensis                                  | E.F. Malysheva & Malysheva                        | 2021           |
| Lepiota scaberula                                   | Vellinga                                          | 2001           |
| Lepiota scabrivelata                                | Murrill                                           | 1914           |
| Lepiota schweinfurthii                              | Henn.                                             | 1893           |
| Lepiota semivestita                                 | Massee                                            | 1914           |
| Lepiota septata                                     | A.B. Pereira                                      | 1998           |
| Lepiota sequoiarum                                  | Murrill                                           | 1912           |
| Lepiota serenula                                    | P. Karst.                                         | 1904           |
| Lepiota sericea                                     | Massee                                            | 1912           |
| Lepiota serrulata                                   | Rick                                              | 1930           |
| Lepiota severiana                                   | Tiberi                                            | 2000           |
| Lepiota shveta                                      | T.K.A. Kumar & Manim.                             | 2009           |
| Lepiota sierraleonis                                | (Beeli) Locq.                                     | 1952           |
| Lepiota sladkyi                                     | Velen.                                            | 1920           |
| Lepiota smurfiorum                                  | J.M. Vidal & Faust. García                        | 2015           |
| Lepiota solaris                                     | Chalange                                          | 2005           |
| Lepiota sordida                                     | Rick                                              | 1939           |
| Lepiota sosuensis                                   | Justo, Bizzi & Angelini                           | 2015           |
| Lepiota spanista                                    | Morgan                                            | 1906           |
| Lepiota speciosa                                    | (Trimbach) Trimbach & Augias                      | 1988           |
| Lepiota spegazzinii                                 | Sacc. & Trotter                                   | 1912           |
| Lepiota sphaerospora                                | Beeli                                             | 1932           |
| Lepiota spheniscispora                              | Vellinga                                          | 2001           |
| Lepiota spiculata                                   | Pegler                                            | 1983           |
| Lepiota squamatula                                  | E. Horak                                          | 1980           |
| Lepiota squamulodiffracta                           | Justo, Bizzi & Angelini                           | 2015           |
| Lepiota stata                                       | (Britzelm.) Sacc. & Traverso                      | 1910           |
| Lepiota stelligera                                  | Speg.                                             | 1926           |
| Lepiota straminea                                   | Rick                                              | 1930           |
| Lepiota stuhlmannii                                 | Henn.                                             | 1893           |
| Lepiota subalba (Bleke parasolzwam)                 | Kühner ex P.D. Orton                              | 1960           |
| Lepiota subamanitiformis                            | S. Imai                                           | 1938           |
| Lepiota subasperula                                 | Murrill                                           | 1945           |
| Lepiota subcarcharias                               | Pat.                                              | 1924           |
| Lepiota subcastanea                                 | J.F. Liang & Zhu L. Yang                          | 2016           |
| Lepiota subcitrophylla                              | Hongo                                             | 1956           |
| Lepiota subcortinaria                               | Singer                                            | 1969           |
| Lepiota subcristata                                 | Murrill                                           | 1911           |
| Lepiota subcristatella                              | Murrill                                           | 1939           |
| Lepiota subcultorum                                 | Murrill                                           | 1942           |
| Lepiota subdelicata                                 | Henn.                                             | 1900           |
| Lepiota subdryophila                                | Murrill                                           | 1939           |
| Lepiota subfelina                                   | Murrill                                           | 1912           |
| Lepiota subflavescens                               | Murrill                                           | 1914           |
| Lepiota subfulvastra                                | Murrill                                           | 1941           |
| Lepiota subgracilis (Slanke wolsteelparasolzwam)    | Kühner                                            | 1936           |
| Lepiota subgranulosa                                | Murrill                                           | 1911           |
| Lepiota subgrisea                                   | Murrill                                           | 1911           |
| Lepiota subincarnata (Vaalroze parasolzwam)         | J.E. Lange                                        | 1940           |
| Lepiota sublaevigata                                | Bon & Boiffard                                    | 1980           |
| Lepiota sublilacea                                  | Peck                                              | 1897           |
| Lepiota sublongistriata                             | Raithelh.                                         | 2004           |
| Lepiota submarasmioides                             | (Speg.) Sacc.                                     | 1887           |
| Lepiota subneophana                                 | Murrill                                           | 1943           |
| Lepiota subnivosa                                   | Murrill                                           | 1912           |
| Lepiota subphaeosticta                              | Murrill                                           | 1943           |
| Lepiota subpumila                                   | Murrill                                           | 1942           |
| Lepiota subradicans                                 | Beeli                                             | 1932           |
| Lepiota subrepanda                                  | Murrill                                           | 1943           |
| Lepiota subrhodopepla                               | Murrill                                           | 1941           |
| Lepiota subrosea                                    | Murrill                                           | 1946           |
| Lepiota subroseifolia                               | Murrill                                           | 1946           |
| Lepiota subrufa                                     | Natarajan & Manjula                               | 1982           |
| Lepiota subtropica                                  | Hongo                                             | 1977           |
| Lepiota sulfureofloccosa                            | Speg.                                             | 1909           |
| Lepiota sulphopenita                                | P.W. Graff                                        | 1914           |
| Lepiota sulphurea                                   | Rawla                                             | 1991           |
| Lepiota sulphureosquamulosa                         | Rick                                              | 1920           |
| Lepiota syringa                                     | Pegler                                            | 1977           |
| Lepiota tenuipes                                    | Beeli                                             | 1927           |
| Lepiota tenuis                                      | Henn.                                             | 1900           |
| Lepiota tepeitensis                                 | Murrill                                           | 1911           |
| Lepiota termitomyces                                | Guzm.-Dáv. & Guzmán                               | 1983           |
| Lepiota termitophila                                | R. Heim                                           | 1977           |
| Lepiota terranovensis                               | Contu                                             | 2005           |
| Lepiota testacea                                    | Murrill                                           | 1911           |
| Lepiota thailandica                                 | Sysouph., K.D. Hyde, J.C. Xu & P.E. Mortimer      | 2016           |
| Lepiota thiersii                                    | Sundb.                                            | 1989           |
| Lepiota thymiphila                                  | Velen.                                            | 1939           |
| Lepiota tinctoria                                   | Murrill                                           | 1943           |
| Lepiota toba                                        | Speg.                                             | 1898           |
| Lepiota tobagensis                                  | Dennis                                            | 1952           |
| Lepiota tomentella (Viltparasolzwam)                | J.E. Lange                                        | 1923           |
| Lepiota tortipes                                    | Rick                                              | 1939           |
| Lepiota trichroma                                   | Montoya & Bandala                                 | 2006           |
| Lepiota trongolei                                   | Garrido                                           | 1988           |
| Lepiota truncatispora                               | Murrill                                           | 1939           |
| Lepiota truncicola                                  | Murrill                                           | 1943           |
| Lepiota tulostomoides                               | (Pacioni & P. Fantini) J.M. Vidal & P.-A. Moreau  | 2015           |
| Lepiota tyrrhenica                                  | Tiberi & Sperati                                  | 2001           |
| Lepiota umbrinozonata                               | A. Pearson                                        | 1951           |
| Lepiota umbrosa                                     | Morgan                                            | 1906           |
| Lepiota unicolor                                    | Rick                                              | 1939           |
| Lepiota universitaria                               | (Speg.) Sacc.                                     | 1887           |
| Lepiota valens                                      | Boud.                                             | 1910           |
| Lepiota variegata                                   | Velen.                                            | 1920           |
| Lepiota vascularis                                  | Pegler                                            | 1977           |
| Lepiota vellingana                                  | Nawaz & Khalid                                    | 2013           |
| Lepiota venenata                                    | Zhu L. Yang & Z.H. Chen                           | 2018           |
| Lepiota venus                                       | Murrill                                           | 1945           |
| Lepiota verrucosa                                   | Henn. & E. Nyman                                  | 1899           |
| Lepiota vicarii                                     | Raithelh.                                         | 1987           |
| Lepiota violaceobrunnea                             | Kauffman                                          | 1915           |
| Lepiota violaceosquarrosa                           | Beeli                                             | 1932           |
| Lepiota violaceovelutina                            | Beeli                                             | 1927           |
| Lepiota virescens                                   | (Speg.) Morgan                                    | 1906           |
| Lepiota viridigleba                                 | (Castellano) Z.W. Ge, Castellano & M.E. Sm.       | 2012           |
| Lepiota viscosa                                     | Beeli                                             | 1936           |
| Lepiota volvatula                                   | Pegler                                            | 1983           |
| Lepiota wasseri                                     | Bon                                               | 1993           |
| Lepiota westii                                      | Murrill                                           | 1943           |
| Lepiota xanthophylla (Geelplaatparasolzwam)         | P.D. Orton                                        | 1960           |
| Lepiota xanthophylloides                            | Singer                                            | 1989           |
| Lepiota xylophila                                   | Peck                                              | 1907           |
| Lepiota zalkavritha                                 | T.K.A. Kumar & Manim.                             | 2009           |
| Lepiota zenkeri                                     | Henn.                                             | 1897           |